# Rolling Stone – 100 nejlepších zpěváků všech dob
Toto je žebříček 100 nejlepších zpěváků všech dob (v anglickém originále 100 Greatest Singers of All Time) podle ankety časopisu Rolling Stone z roku 2008. Žebříček sestavilo 179 hudebních odborníků.

## Žebříček
1. Aretha Franklin
2. Ray Charles
3. Elvis Presley
4. Sam Cooke
5. John Lennon
6. Marvin Gaye
7. Bob Dylan
8. Otis Redding
9. Stevie Wonder
10. James Brown
11. Paul McCartney
12. Little Richard
13. Roy Orbison
14. Al Green
15. Robert Plant
16. Mick Jagger
17. Tina Turner
18. Freddie Mercury
19. Bob Marley
20. Smokey Robinson
21. Johnny Cash
22. Etta James
23. David Bowie
24. Van Morrison
25. Michael Jackson
26. Jackie Wilson
27. Hank Williams
28. Janis Joplin
29. Nina Simone
30. Prince
31. Howlin' Wolf
32. Bono
33. Steve Winwood
34. Whitney Houston
35. Dusty Springfield
36. Bruce Springsteen
37. Neil Young
38. Elton John
39. Jeff Buckley
40. Curtis Mayfield
41. Chuck Berry
42. Joni Mitchell
43. George Jones
44. Bobby Bland
45. Kurt Cobain
46. Patsy Cline
47. Jim Morrison
48. Buddy Holly
49. Donny Hathaway
50. Bonnie Raitt
51. Gladys Knight
52. Brian Wilson
53. Muddy Waters
54. Luther Vandross
55. Paul Rodgers
56. Mavis Staples
57. Eric Burdon
58. Christina Aguilera
59. Rod Stewart
60. Björk
61. Roger Daltrey
62. Lou Reed
63. Dion
64. Axl Rose
65. David Ruffin
66. Thom Yorke
67. Jerry Lee Lewis
68. Wilson Pickett
69. Ronnie Spectorová
70. Gregg Allman
71. Toots Hibbert
72. John Fogerty
73. Dolly Parton
74. James Taylor
75. Iggy Pop
76. Steve Perry
77. Merle Haggard
78. Sly Stone
79. Mariah Carey
80. Frankie Valli
81. John Lee Hooker
82. Tom Waits
83. Patti Smith
84. Darlene Love
85. Sam Moore
86. Art Garfunkel
87. Don Henley
88. Willie Nelson
89. Solomon Burke
90. The Everly Brothers
91. Levon Helm
92. Morrissey
93. Annie Lennox
94. Karen Carpenter
95. Patti LaBelle
96. B. B. King
97. Joe Cocker
98. Stevie Nicks
99. Steven Tyler
100. Mary J. Blige